# Feliniopsis segreta
Feliniopsis segreta là một loài bướm đêm trong họ Noctuidae.